# Zagužane
Zagužane (en serbe cyrillique : Загужане) est un village de Serbie situé sur le territoire de la Ville de Leskovac, district de Jablanica. Au recensement de 2011, il comptait 310 habitants.

## Démographie
| 1948 | 1953 | 1961 | 1971 | 1981 | 1991 | 2002 | 2011 |
| ---- | ---- | ---- | ---- | ---- | ---- | ---- | ---- |
| 524  | 541  | 445  | 420  | 359  | 382  | 339  | 310  |

|  |